# 丰滕卡拉达
丰滕卡拉达，是西班牙卡斯蒂利亚-莱昂萨莫拉省的一个市镇。 总面积21平方公里，总人口138人（2001年），人口密度7人/平方公里。